# Cercle de qualité
 (janvier 2022).
Si vous disposez d'ouvrages ou d'articles de référence ou si vous connaissez des sites web de qualité traitant du thème abordé ici, merci de compléter l'article en donnant les références utiles à sa vérifiabilité et en les liant à la section « Notes et références ».
Pour les articles homonymes, voir qualité.

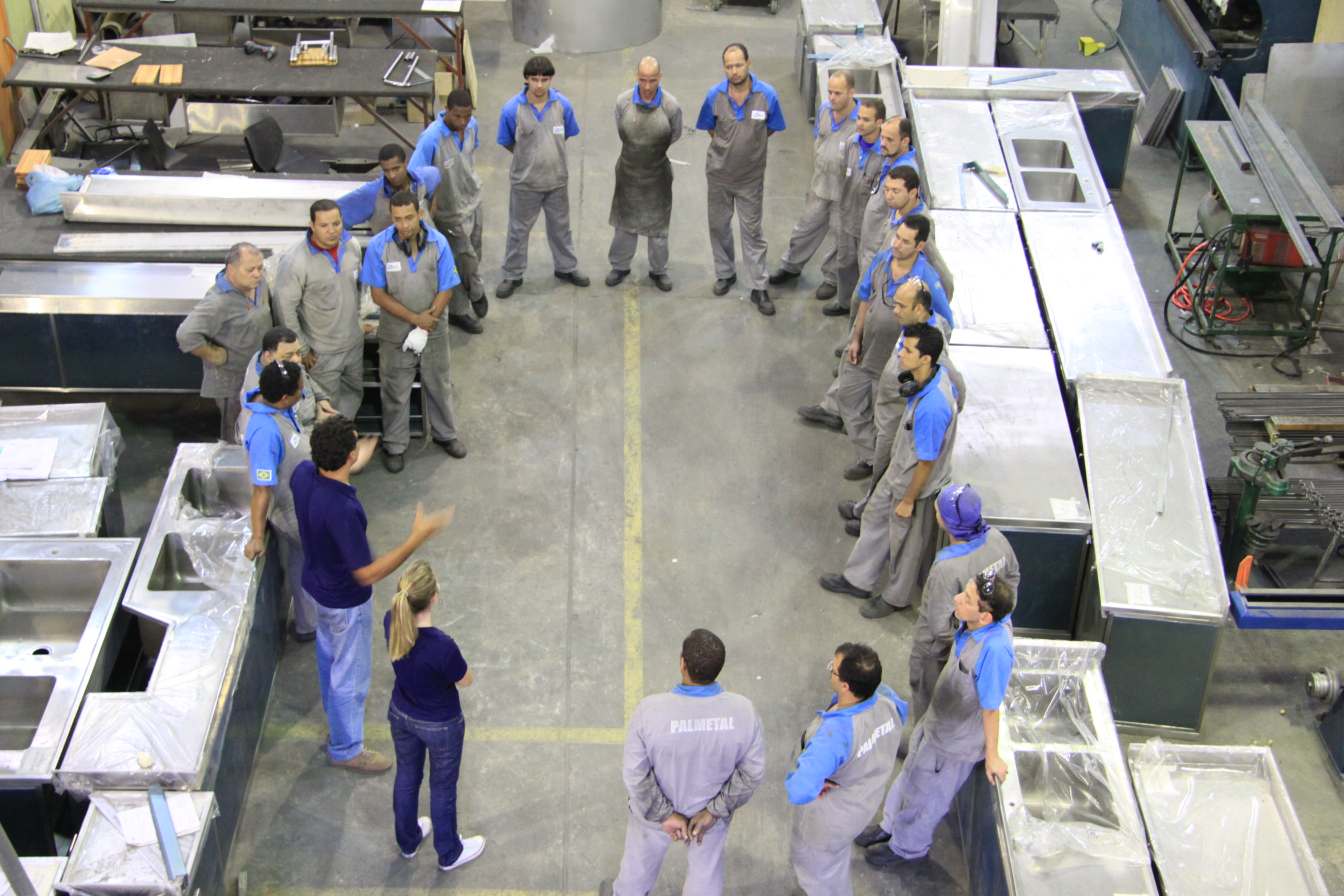
Cercle de qualité

Un cercle de qualité est une méthode employée dans le cadre de la gestion de la qualité. L'expression, encore employée dans quelques entreprises, est passée de mode et remplacée par d'autres notions plus managériales.

## Enjeux des cercles de qualité
Apparus au début des années 1960 au Japon, 1970 aux États-Unis et 1980 en Europe, ils ont recours à trois facteurs : l'usage des statistiques, la dynamique de groupe et la satisfaction dans le travail.

## Démarche d'utilisation des cercles de qualité
La philosophie de cette méthode est de réunir les personnes directement concernées par un problème donné afin d'en débattre. Connaissant leur travail mieux que quiconque, elles sont les mieux placées pour trouver les solutions et stopper les gaspillages.
Un responsable principal (ou animateur) fixe les objectifs de travail pour un problème particulier. Un groupe de travail de 4 à 15 personnes (de niveau et de service différents dans l'entreprise), se rencontrent régulièrement pour définir, analyser, choisir, proposer et résoudre les problèmes concernant la qualité dans le travail. De tous les problèmes, le groupe se focalise sur le plus important et apporte sa réflexion (remue-méninges).